# Tele Clases
Tele Clases (anteriormente conocida como Educa Bolivia en 2021) es un programa de televisión boliviano producido por el Ministerio de Educación del Estado Plurinacional de Bolivia. Fue creado con el objetivo de continuar con las clases escolares durante el estado de emergencia causado por el COVID-19.
Se emitió mediante televisión por Bolivia TV.
También otros canales transmiten por emisoras locales en caso de provincias, y además es emitido por canales nacionales privados como ATB, RTP, Red Policial, Xto TV y TV Culturas, entre otros.

## Historia

### Gobierno de Luis Arce(2021)
El 29 de enero de 2021, el ministro de Educación de Bolivia, Adrian Quelca Tarqui anunció que había firmado un trato con Bolivia TV y con televisoras privadas.

La tele-educación es uno de los componentes de la educación a distancia; que se implementa para resguardar la vida de los estudiantes y los maestros
Adrián Quelca Tarqui, 29 de enero de 2021

Los ejecutivos de Bolivia TV y las SNRPO's (Sistema Nacional de Radios de los Pueblos Originarios), junto con Radio Illimani aceptaron gratuitamente.
En tanto los representantes de ATB, RTP, Red Policial, Xto TV, Católica Televisión llegaron a un acuerdo de emitir EducaBolivia en diferido y en sindicación.
La viceministra de Comunicación, Gabriela Alcón, cito a otras cadenas de televisión y radio que se unan a EducaBolivia.
En tanto, Alcón espera que al menos se produzca 200 capítulos hasta fin de año, para las redes estatales.

## Horarios
| Nivel      | Grado(s) | Bolivia TV, Bolivia TV 7.2 y Radio Illimani | ATB               | TV Culturas | RTP               | XTO TV |
| ---------- | -------- | ------------------------------------------- | ----------------- | ----------- | ----------------- | ------ |
| Primaria   | 1.º-6.º  | 9:00-10:00 a. m. 11:30-12:00 a. m.          | 8:55-9:00 a. m.   |             | 10:55-11:00 a. m. |        |
| Secundaria | 1.º-6.º  | 15:00-16:00 p. m. 18:00-18:30 p. m.         | 15:25-15:35 p. m. |             |                   |        |